# Barzaghi (cognome)
Barzaghi è un cognome di lingua italiana.

## Varianti
Bartesaghi, Bartezaghi, Bartezzaghi, Barzago.

## Origine e diffusione
Cognome tipicamente lombardo, è presente prevalentemente nel milanese.
Potrebbe derivare dal toponimo Barzago, a sua volta derivato dal nome latino Berceus o Bracceus, da cui anche Fortebraccio.

## Persone
- Claudia Barzaghi – cestista italiana
- Francesco Barzaghi – scultore italiano
- Giuseppe Barzaghi – filosofo e teologo italiano